# Orde Virtuti Militari
L'Ordre de Guerra de Virtuti Militari (del llatí: Per a la virtut militar, polonès: Ordre Wojenny Virtuti Militari) és la condecoració militar més alta de Polònia per l'heroisme i el coratge davant l'enemic en guerra. Va ser creat l'any 1792 pel rei polonès Estanislau II August i és la decoració militar més antiga del món que encara s'utilitza.
S'atorga en cinc classes, ja sigui per heroisme personal o, als comandants, per lideratge. Algunes de les accions heroiques reconegudes per un premi de la Virtuti Militari són equivalents a les que mereixen la Creu Victòria britànica i la Medalla d'Honor estatuidenca.
Poc després de la seva introducció, però, la Confederació de Polònia i Lituània va ser destruïda a les particions de Polònia (1795), i els poders de partició van abolir la decoració i en van prohibir el seu ús. Des d'aleshores, el premi ha estat reintroduït, rebatejat i prohibit diverses vegades, amb la seva destinació reflectint de prop les vicissituds del poble polonès. Al llarg de l'existència de la condecoració, milers de soldats i oficials, polonesos i estrangers, diverses ciutats i un vaixell han estat guardonats amb el Virtuti Militari pel valor o el lideratge excepcional en la guerra. No hi ha hagut nous premis des de 1989.

## Inicis

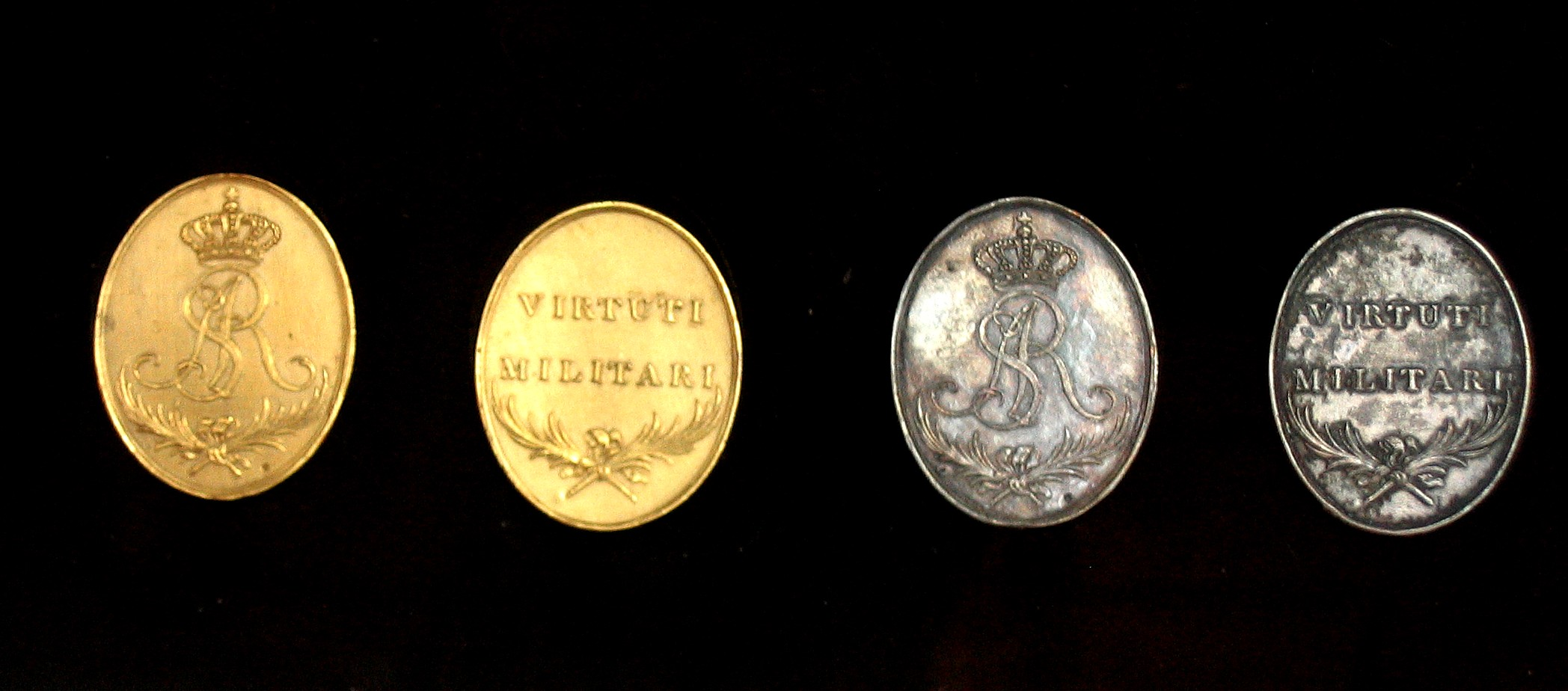
Medalles Virtuti Militari 1792

Al llarg de la seva història, l'Orde de Guerra de Virtuti Militari ha compartit el destí del seu país, i ha estat abolida i reintroduïda diverses vegades.

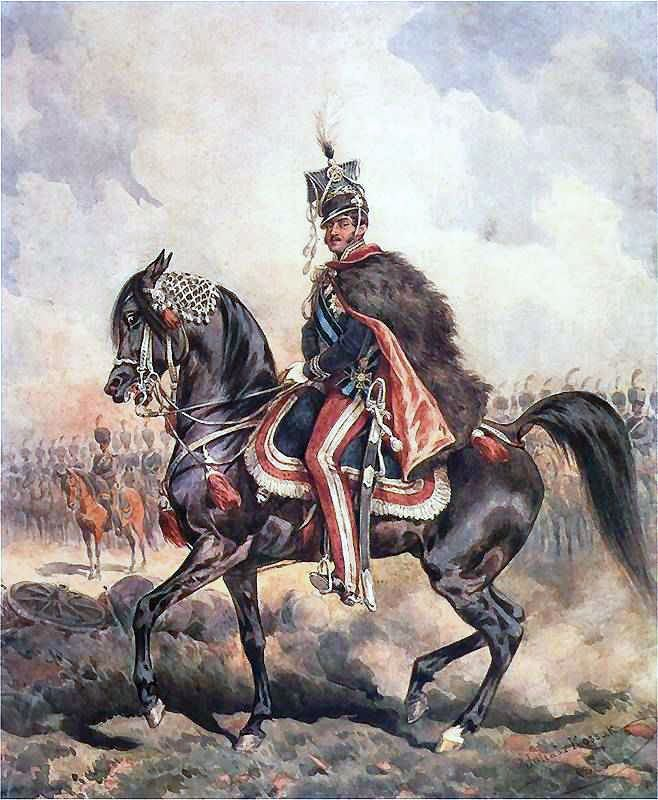
Józef Poniatowski

L'orde va ser creada originalment el 22 de juny de 1792 pel rei Estanislau II August per commemorar la victoriosa batalla de Zieleńce. Inicialment, comprenia dues classes: una medalla d'or per a generals i oficials, i una de plata per a suboficials i tropa. A l'agost de 1792, s'havia redactat un estatut per a la condecoració, que es basava en un que es va crear per a l'Orde Militar austríaca de Maria Teresa. El reglament va canviar la forma de la decoració d'una medalla a una creu, que no ha canviat substancialment des de llavors. També va introduir cinc classes a l'orde.
Els primers membres del capítol de la decoració també van ser els seus primers destinataris. Per a la guerra russo-polonesa en defensa de la Constitució de 1792, un total de 63 oficials i 290 suboficials i soldats van rebre la Virtuti Militari. No obstant això, l'estatut mai no es va implementar completament, ja que poc després de la seva introducció el rei va accedir a la Confederació de Targowica, que el 29 d'agost de 1792 va abolir la decoració i prohibir-ne el seu ús. Qualsevol que portés la medalla podia ser degradat i expulsat de l'exèrcit per les noves autoritats de Polònia.
Tot i que el 23 de novembre de 1793 el Grodno Sejm va reintroduir la decoració, va ser prohibida de nou el 7 de gener de 1794, per insistència de Caterina la Gran de Rússia . Només un any més tard, la mateixa Confederació de Polònia i Lituània va compartir el destí de la seva condecoració quan el que quedava de la Confederació va ser annexat pels seus veïns a les particions de Polònia. El rei Estanislau II August va abdicar el mateix any. Durant el seu regnat s'havien atorgat 526 medalles: 440 medalles i creus de plata, 85 medalles i creus d'or i 1 creu de comandant.
Entre els destinataris més famosos de la Virtuti Militari en aquest període es trobaven el príncep Józef Antoni Poniatowski (1763–1813) i Tadeusz Kościuszko (1746–1817), tots dos capaços comandants militars durant la Guerra en Defensa de la Constitució i l'aixecament de Kościuszko.
| Forma correcta de portar cada condecoració |           |                  |                   |                        |
| Creu de Plata                              | Creu d'Or | Creu de Cavaller | Creu de Comandant | Gran Creu amb Estrella |

## Ducat de Varsòvia

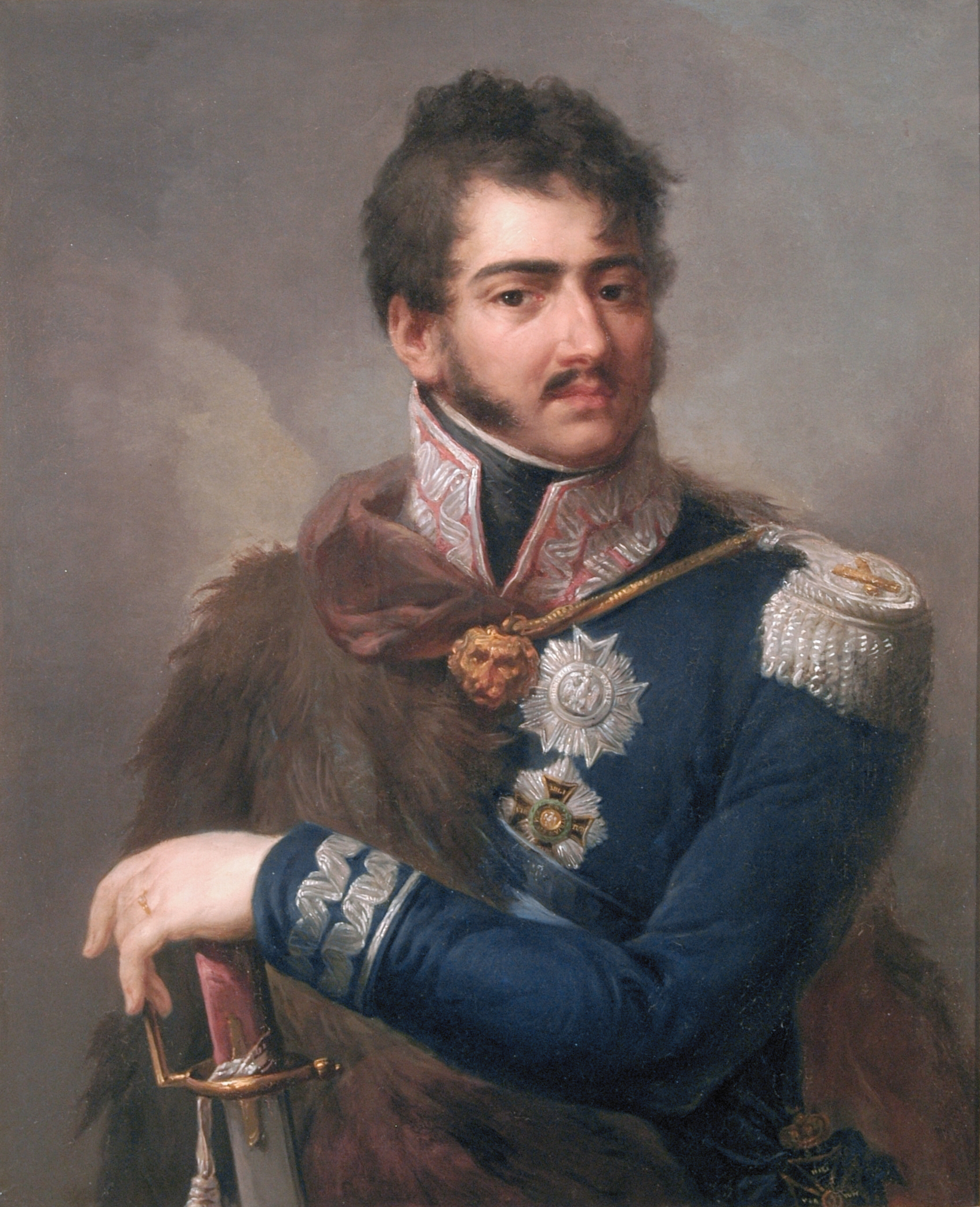
El príncep Józef Poniatowski amb l'estrella de Virtuti Militari

El 1806, el tinent general príncep Józef Poniatowski va ser ascendit a comandant en cap de totes les forces del Ducat de Varsòvia, l'estat polonès de curta durada aliat amb Napoleó I de França. Com un dels primers destinataris de la Virtuti Militari, Poniatowski va insistir en la reintroducció de la decoració. Finalment, el 26 de desembre de 1806, el rei de Saxònia i el duc de Varsòvia Fryderyk August de Wettin va acceptar la proposta i va reintroduir la Virtuti Militari com el premi militar més alt per a tots els soldats polonesos que lluitaven al costat de França a les guerres napoleòniques. El nom oficial de la condecoració va ser canviat pel de Medalla Militar del Ducat de Varsòvia; tanmateix, els soldats es van mantenir fidels al nom anterior. El reial decret també va introduir un nou sistema de classes que s'ha utilitzat des d'aleshores, amb la classe de la creu depenent del rang del soldat a qui s'atorga:
- I Classe - Gran Creu (amb estrella) (Krzyż Wielki z Gwiazdą , per als comandants en cap)
- II Classe - Creu de comandant (Krzyż Komandorski , per als comandants de divisió)
- III Classe - Creu de cavaller (Krzyż Kawalerski per a comandants de brigada, coronels i majors)
- IV Classe - Creu d'Or (Krzyż Złoty)
- V Classe - Creu de Plata (Krzyż Srebrny)

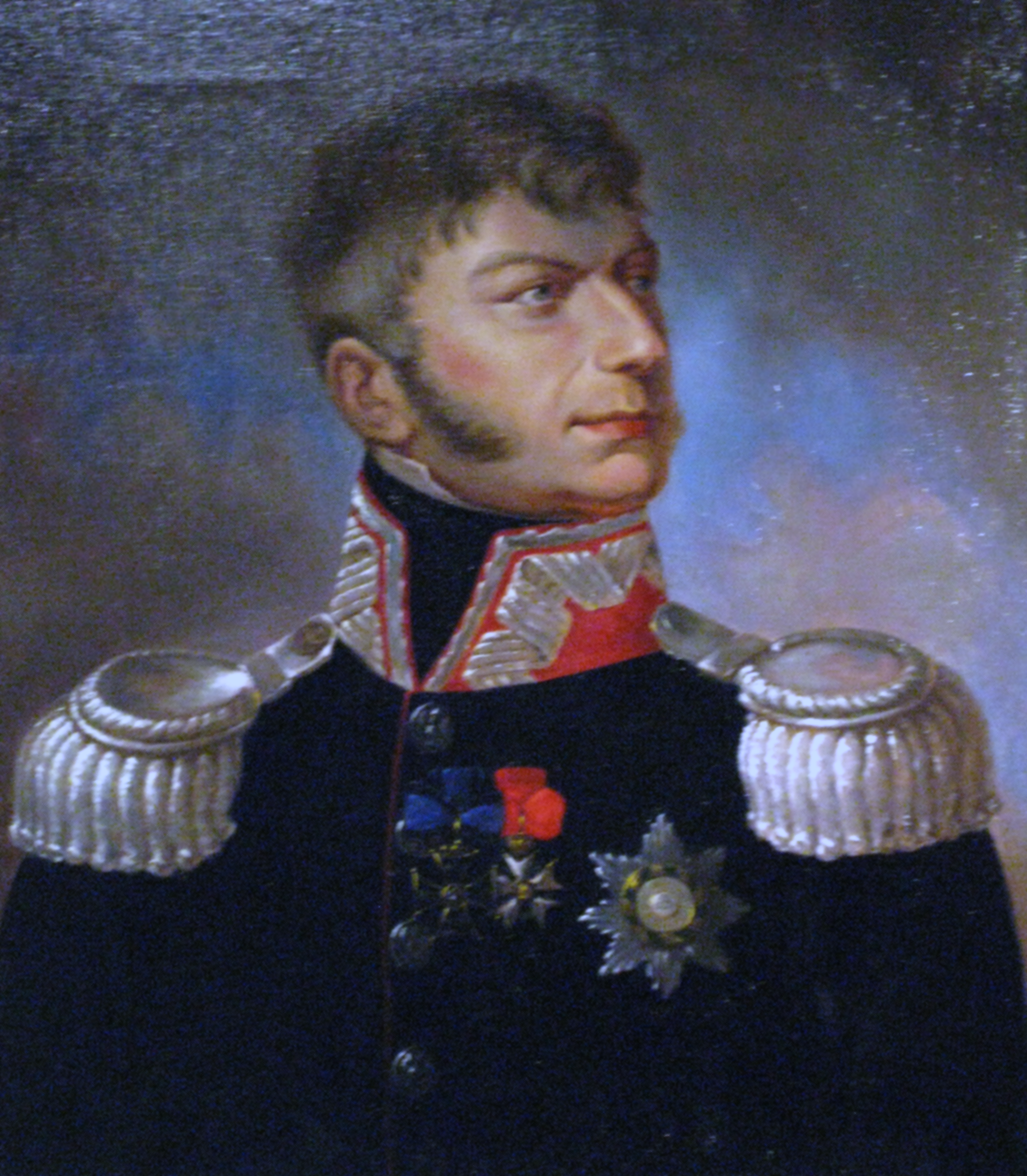
Józef Chłopicki

Inicialment, cadascun dels alts comandants de l'Exèrcit tenia una quota de Virtuti Militari per atorgar als seus soldats. No obstant això, el sistema es va canviar aviat i, des d'aleshores, l'orde s'ha atorgat generalment de manera centralitzada per a actes individuals de valentia després de ser nomenat per la cadena de comandament. Segons el decret del 10 d'octubre de 1812, cadascun dels destinataris d'una Creu d'Or o d'Argent tenia dret a un sou anual fins que no ascendia a oficial o (si es desmobilitzava) de per vida. A més, durant les guerres napoleòniques, es va establir la tradició actual d'atorgar als soldats la Virtuti Militari davant de la unitat. Entre 1806 i 1815 es van concedir 2569 creus a soldats polonesos que lluitaven en tots els fronts, des de Santo Domingo fins a Rússia i des d'Itàlia fins a Espanya.
Entre els famosos guanyadors de la medalla en aquest període es trobaven el general Jan Henryk Dąbrowski (1755–1818), l'organitzador de les legions poloneses a Itàlia durant les guerres napoleòniques, després de qui l'himne nacional polonès Mazurek Dąbrowskiego porta el nom, i el general Józef Chłopicki (1771–1854). També, el 20 de maig de 1809, la sergent Joanna Żubr es va convertir en la primera dona a rebre la condecoració (classe V) per la seva part en l'assalt a Zamość.

## Congrés de Polònia

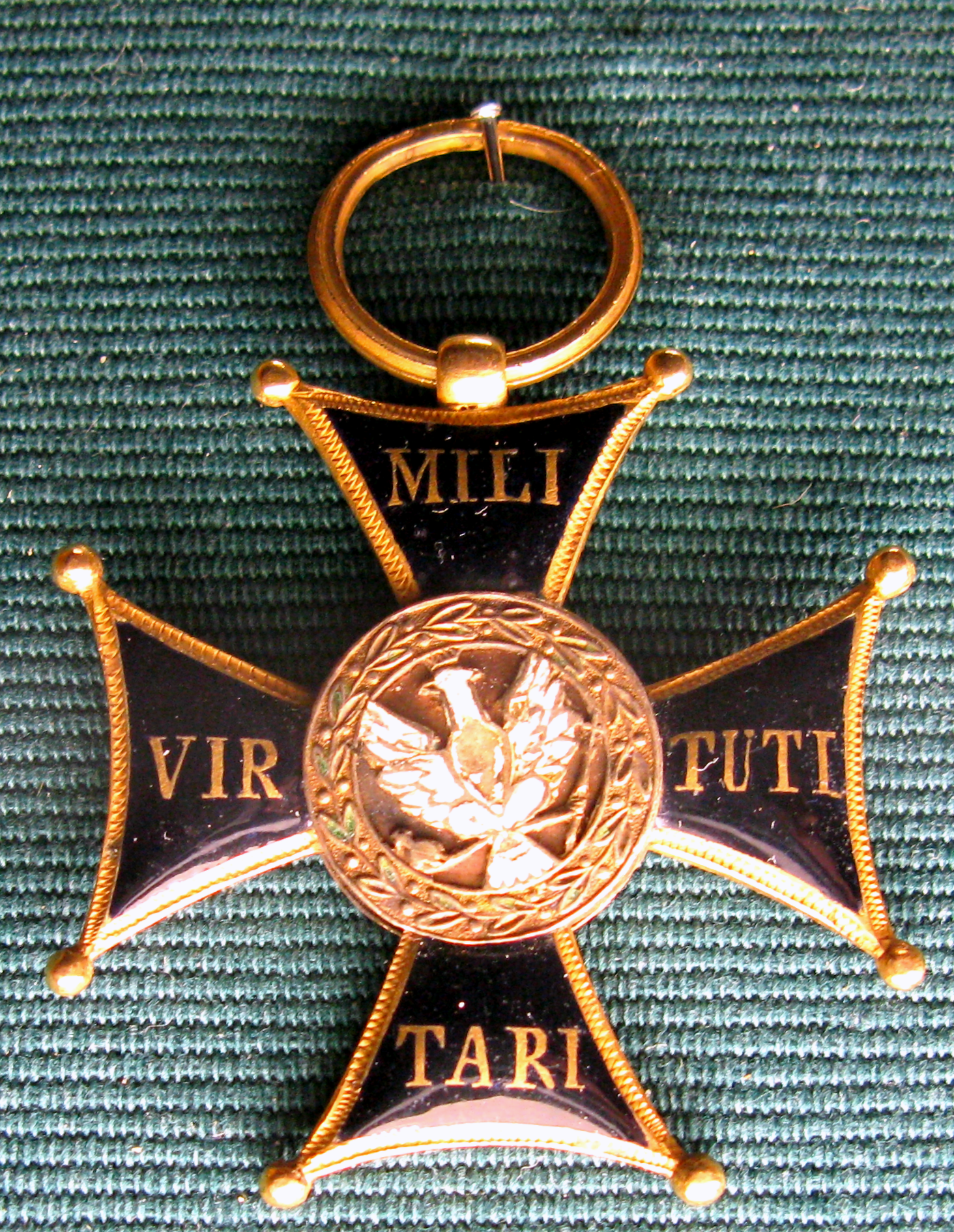
Creu de cavalleria de Virtuti Militari de l'aixecament de novembre de 1831

L'any 1815 al Congrés de Viena, quan les potències europees van reorganitzar Europa després de les guerres napoleòniques, es va crear el Regne de Polònia —conegut extraoficialment com a "Polònia del Congrés". Aquest estat, amb una desena part de l'àrea de la Comunitat de Polònia-Lituània i una cinquena part de la seva població, estava ara lligat a Rússia en una unió personal. Al Congrés de Polònia, la medalla Virtuti Militari va ser rebatejada com a "Medalla militar polonesa" (Medalla Wojskowy Polski). Es van conservar tant els estatuts de Virtuti Militari com els privilegis concedits als destinataris. Es va crear una comissió especial per atorgar la Virtuti Militari als veterans de les campanyes napoleòniques de 1812, 1813 i 1814. El 1820, s'havien atorgat 1.213 creus addicionals de totes les classes. També, el 5 de juny de 1817, un reial decret va ennoblir tots els oficials que rebien la Creu d'Or.
En aquell moment, el Regne de Polònia era una de les poques monarquies constitucionals d'Europa, amb l'emperador de l'Imperi Rus com a rei polonès. El país va rebre una de les constitucions més liberals de l'Europa del segle xix, tot i que era molt diferent de la Constitució polonesa del 3 de maig de la difunta Comunitat. El desig polonès de llibertat i de respecte pels privilegis tradicionals va ser una font de fricció constant entre els polonesos i els russos. El principal problema era que els tsars, que tenien el poder absolut a Rússia, de la mateixa manera no volien cap restricció al seu domini a Polònia. Nicolau I de Rússia va decidir el 1825 no ser coronat rei de Polònia, i va continuar limitant les llibertats poloneses. En resposta a la reduïda restricció dels drets constitucionals polonesos, el 1830 el parlament polonès va deposar el tsar com a rei de Polònia. Quan va esclatar l'aixecament de novembre resultant, el tsar va reaccionar enviant tropes russes.

## Capítol provisional (1920)
Després de l'esclat d'aquest aixecament contra Rússia, el Sejm polonès va decretar, el 19 de febrer de 1831, que la decoració fos restaurada al seu nom original, "Orde Virtuti Militari". Entre el 3 de març i l'octubre d'aquell any es van atorgar 3.863 creus. Entre els destinataris de la Creu de Plata hi havia tres dones:
- cirurgiana en cap del 10è Regiment d'Infanteria de Línia, Józefa Kluczycka
- ajudant de cirurgià al 10è Regiment d'Infanteria de Línia, Józefa Daniel Rostowska de soltera Mazurkiewicz
- cadet del 1r Regiment de Cavalleria " Augustów", Bronisława Czarnowska

Després de la derrota de l'aixecament, el tsar Nicolau I va abolir la decoració i en va prohibir l'ús. El 31 de desembre de 1831 va ser substituïda pel "Signe d'honor polonès" (Polski Znak Honorowy), una còpia exacta de la creu original però concedida només als russos pels serveis a les autoritats tsaristes.

## República de Polònia

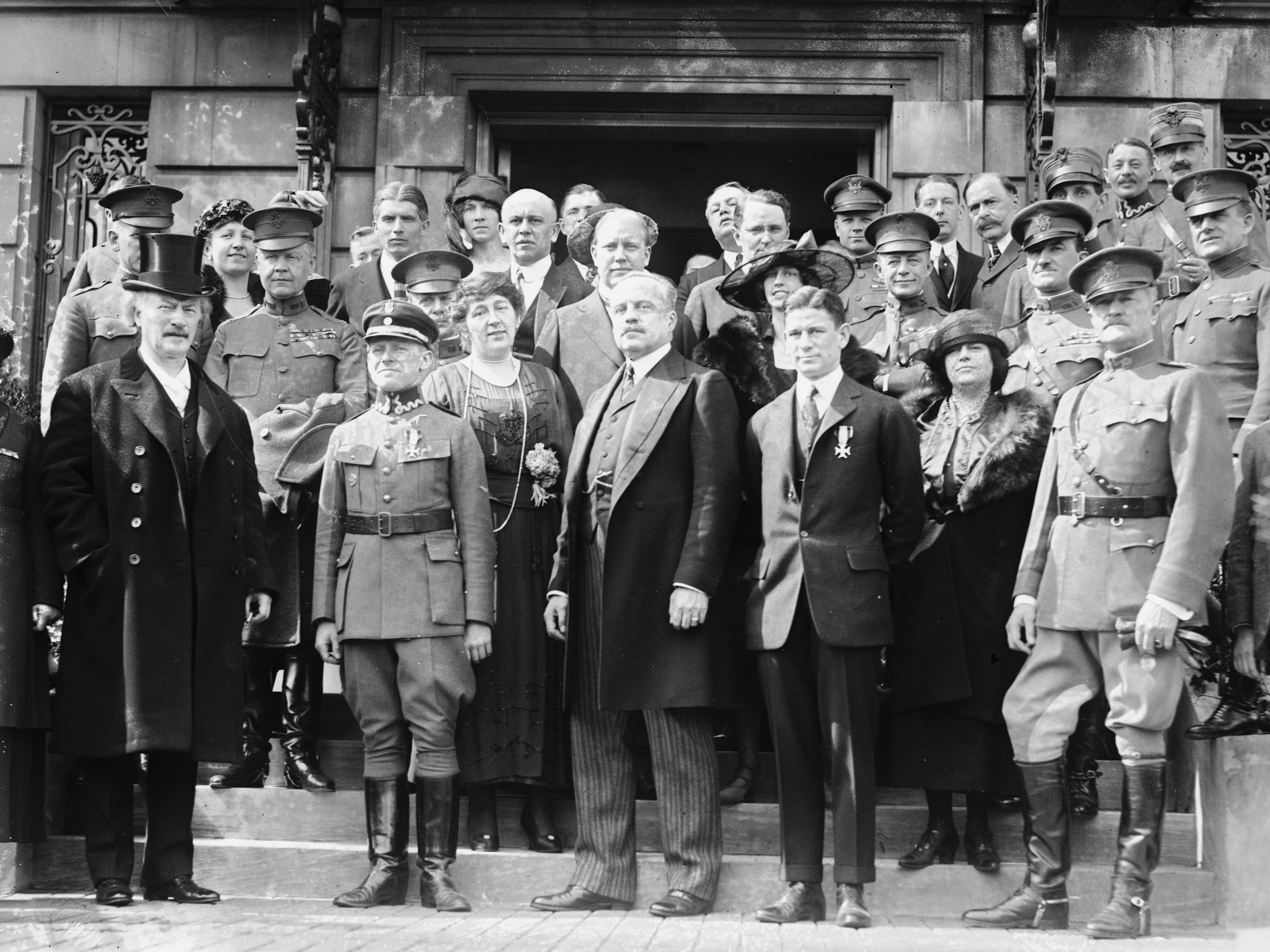
El general John Pershing i altres oficials rebent la Virtuti Militari del primer ministre Ignacy Paderewski a l'ambaixada polonesa a Washington, DC el 14 de març de 1921

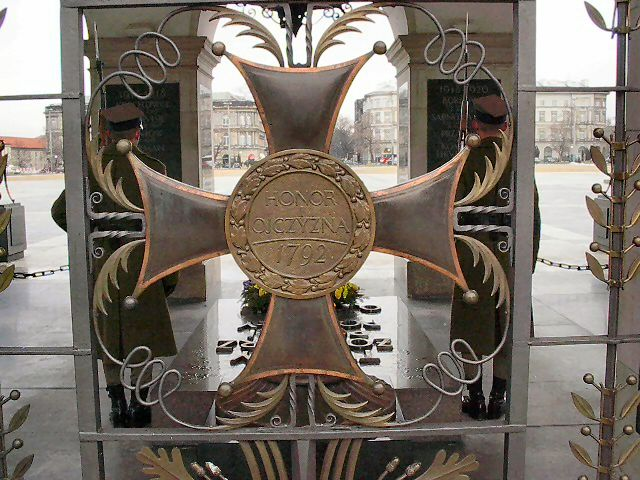
Order Wojenny Virtuti Militari Tomba del Soldat Desconegut, Varsòvia

Polònia va recuperar la seva independència el 1918 quan la Segona República de Polònia i el Sejm polonès va reintroduir la Virtuti Militari l'1 d'agost de l'any següent amb un nou nom oficial, el "Premi Militar Virtuti Militari" (Order Wojskowy Virtuti Militari). També es va aprovar un nou estatut de la condecoració i es va reintroduir el sistema de classes introduït sota el Ducat de Varsòvia Segons el nou estatut, les creus de cada classe es podrien atorgar a una classe diferent de soldats i per diferents fets:
 Gran Creu amb Estrella: Per al comandant en cap que hagi guanyat una guerra, o per a comandants d'exèrcits que hagin aconseguit la victòria en diverses campanyes de la guerra.
 Creu de Comandant: Per a comandants d'exèrcit o front (sota circumstàncies especials, també comandants de grup, divisió o brigada) per valentia durant una acció, amb influència important en la guerra, o per a altres oficiales que hagin contribuït a la victòria. Llueix la insígnia penjada del coll.
 Creu de Cavaller: Per a comandants d'unitats de la mida d'un exèrcit, pel seu lideratge, valentia i iniciativa destacada. Alternativament per a oficials de suport per la seva cooperació amb els seus comandants, para arribar a la victòria final a una batalla o en la guerra.
 Creu d'Or: Per a oficiales o Tropa, prèviament condecorats amb la Creu de Plata, que hagin aconseguit un èxit considerable al camp de batalla gràcies a la seva valentia personal o a la sobresaltant direcció d'una divisió o una unitat menor.
 Creu de Plata: Per a oficiales que hagin realitzat una valerosa comandància de les seves tropes, o per a tropes que hagin influenciat als seus camarades per la seva valentia, la qual hagi contribuït a la victòria final en batalla. També pot ser atorgada a civils, ciutats i unitats militars.
Cada destinatari de la Virtuti Militari, independentment del rang o càrrec, rebia un sou anual de 300 złoty.
Altres privilegis inclouen el dret de preempció quan es compra una propietat de la terra de propietat estatal o sol·licita un càrrec estatal. Els fills dels destinataris van rebre punts addicionals durant els exàmens a les escoles i universitats públiques. A més, els destinataris del Virtuti Militari tenien dret a ser saludats per altres soldats d'igual rang i suboficials, i els soldats ordinaris podien ascendir al rang següent més alt en rebre el premi.

Escut de la ciutat de Lwów, amb la Virtuti Militari pendent

El nou Capítol de la condecoració (Kapituła Orderu Virtuti Militari) estava format per dotze receptors de les creus, quatre de cada classe de la I a la IV. El cap del capítol era el mariscal de Polònia Józef Piłsudski, l'únic polonès viu guardonat amb la Gran Creu amb Estrella. Com a comandant en cap de l'exèrcit polonès, podia atorgar medalles de Classees I a III amb el consentiment del Capítol, i Classes IV i V en rebre una sol·licitud del comandant d'una divisió o brigada. La festa nacional polonesa del 3 de maig va ser escollida com a festa de la Virtuti Militari.
L'1 de gener de 1920 Józef Piłsudski va atorgar les primeres creus a onze membres d'un Capítol Provisional. El 22 de gener de 1920, per commemorar l'aniversari de l'esclat de l'Aixecament de gener, els primers soldats i oficials van ser condecorats oficialment amb la Virtuti Militari pels seus actes durant la Primera Guerra Mundial i la Guerra poloneso-ucraïnesa. L'any 1923, quan es va aturar el lliurament de noves medalles, el Capítol havia atorgat creus a 6.589 guardonats. La majoria dels destinataris eren veterans de la guerra poloneso-soviètica, però entre ells també es trobaven els veterans de totes les guerres en què els soldats polonesos van lluitar al segle xx, així com alguns veterans de l'aixecament de gener. Entre els destinataris de la Creu de Plata hi havia dues ciutats, Lwów i Verdun, així com els estendards de catorze regiments d'infanteria, sis regiments de cavalleria, un batalló d'enginyers, una unitat del Servei Auxiliar de Dones i dotze unitats d'artilleria.
Un nou Capítol va ser escollit per als temps de pau el 24 de novembre de 1922. L'any següent, l'última condecoració de la Virtuti Militari va ser concedida per a la Primera Guerra Mundial i la guerra poloneso-soviètica, i es van aturar altres premis. El 25 de març de 1933 el Sejm va aprovar una nova "Llei de l'Orde de Virtuti Militari" (Ustawa o Orderze Virtuti Militari); això modificava la forma de totes les creus i ampliava els privilegis concedits als destinataris per l'acta de 1919. Tots els destinataris de la condecoració tenien dret a comprar bitllets de ferrocarril al 20% dels seus preus habituals. L'Estat pagava l'atenció mèdica dels destinataris i estava obligat a proporcionar a cadascú una feina que li permetés “viure una vida digna”. El govern va rebre l'orde de proporcionar diners, menjar i roba als invàlids de guerra durant la resta de les seves vides. Finalment, el sou anual de 300 złotys es va alliberar d'impostos i no va poder ser embargat pels tribunals.

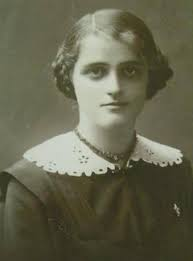
La infermera de guerra Teresa Grodzińska, la primera dona de la Segona República Polonesa a rebre la Virtuti Militari.

Així mateix, els criteris per a la concessió de les creus es van fer més estrictes:
- Gran Creu – Classe I: per al comandant en cap que va guanyar una guerra o, alternativament, per als comandants d'exèrcits o fronts que van aconseguir victòries destacades durant diverses campanyes de la guerra.
- Creu de comandant - Classe II: per al comandant d'un exèrcit o front (en circumstàncies especials, també el comandant d'un grup, divisió o brigada) per al comandament valent i atrevit durant una operació que va tenir una influència important en el resultat de la guerra, o per a altres oficials que van contribuir a la victòria.
- Creu de cavaller – Classe III: per als comandants d'unitats de fins a la mida d'un exèrcit, pel seu lideratge, iniciativa o valentia excepcionals; alternativament, per als oficials d'estat major per la seva cooperació amb els seus comandants que va portar a la victòria final en una batalla o guerra.
- Creu d'Or - Classe IV: per a un soldat o oficial, que prèviament va rebre la Creu de Plata i va aconseguir un èxit excepcional al camp de batalla gràcies a la seva valentia personal o al comandament excepcional d'una divisió o d'una unitat més petita.
- Creu de Plata - Classe V: per als comandants que van exercir un comandament atrevit i valent sobre les seves tropes, o per als soldats corrents que van influir en els seus companys d'armes amb la seva valentia, afegint així la victòria final en una batalla.

La Creu de Plata també es podria atorgar a unitats militars, ciutats i civils. Totes les classes de la medalla Virtuti Militari van ser concedides pel comandant en cap durant la guerra o l'antic comandant en cap després del final de les hostilitats. Les classes I a III es van atorgar després de la nominació del Capítol; Les classes IV i V eren nominades a través de la cadena de comandament (normalment pel comandant d'una divisió o brigada). A part dels dotze membres del Capítol, tots els destinataris de la Classee I tenien dret a participar en la votació.

## Segona Guerra Mundial
Durant la guerra de defensa polonesa de 1939, el ràpid avanç alemany i soviètic (el territori polonès va ser envaït pels seus enemics en cinc setmanes des de l'inici de la invasió) va impedir que el Capítol atorgués les medalles. En canvi, els comandants de divisions i brigades solien premiar la valentia dels seus soldats amb les seves pròpies creus rebudes abans de la guerra. Aquest va ser el cas del 18è Regiment Uhlan de Pomerània, guardonat amb la Virtuti Militari del general Stanisław Grzmot-Skotnicki després de la batalla de Krojanty, on elements del regiment van retardar amb èxit l'avanç de la infanteria alemanya l'1 de setembre, el primer dia de la Segona Guerra Mundial.
Després de la caiguda de Polònia el 1939, gran part de l'exèrcit polonès va ser evacuat a França, on va ser reconstruït sota el comandament del general Władysław Sikorski. El gener de 1941, el govern polonès a l'exili va presentar la Virtuti Militari com la màxima condecoració militar de l'exèrcit polonès a l'exili. La base legal per a l'elecció d'un nou Capítol va ser l'Acta de 1933. Durant la Segona Guerra Mundial , la Virtuti Militari va ser també sovint atorgada als oficials militars alts dels exèrcits aliats, inclosos el general britànic Bernard Montgomery; el comandant suprem nord-americà de les forces aliades, Dwight D. Eisenhower i el general Douglas MacArthur; els generals francesos Charles de Gaulle i Jean de Lattre de Tassigny; els mariscals soviètics Gueorgui Júkov, Aleksandr Vassilevski, Ivan Koniev, Konstantín Rokossovski i Andrei Gretxkó, el general Aleksei Antónov, i el líder de la guerrilla sèrbia Draža Mihailović.
Entre els destinataris més famosos de la medalla durant aquest període es trobaven Tadeusz Kutrzeba, creador del pla de contraatac Bzura i participant en la defensa de Varsòvia durant la invasió de Polònia; Władysław Anders, comandant del 2n Cos polonès; Tadeusz Bór-Komorowski, comandant del gran moviment de resistència Armia Krajowa i líder de l'Aixecament de Varsòvia; i Stanisław Maczek, un dels millors comandants de blindats de la guerra, que va idear la primera estratègia contra la guerra llampec ja el 1940 i va ser el comandant de la 10a Brigada de Cavalleria Motoritzada, considerada com l'única unitat polonesa que no va perdre una sola batalla el 1939, i a partir de 1942 el comandant de la 1a Divisió Blindada Polonesa.

## República Popular de Polònia

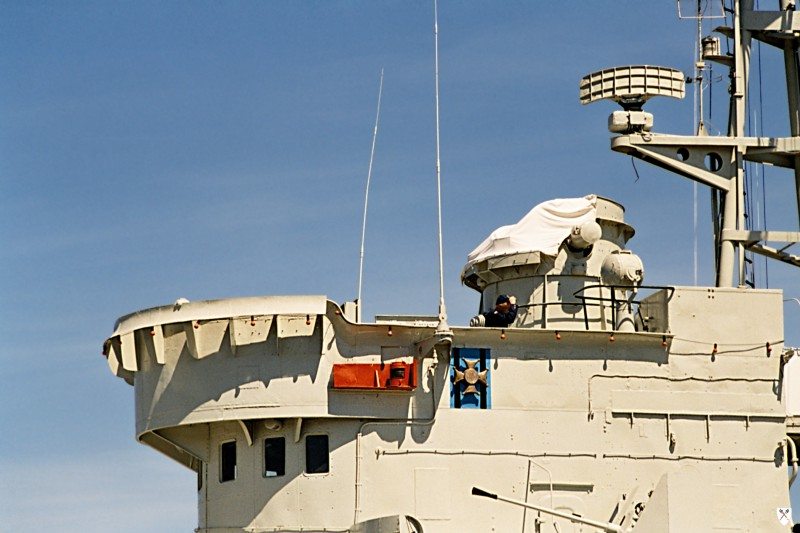
Pont de l'ORP Błyskawica decorat amb l'Orde Wojenny Virtuti Militari Classe IV.

Els exèrcits polonesos recolzats pels soviètics que lluitaven al front oriental també estaven atorgant la Virtuti Militari. L'11 de novembre de 1943 el general Zygmunt Berling va atorgar Creus de Plata a setze veterans de la batalla de Lenino. El 22 de desembre de 1944, el Comitè Polonès d'Alliberament Nacional, recolzat pels soviètics, va aprovar una "Llei del Premi Virtuti Militari", que va acceptar la medalla com la màxima condecoració militar tant del 1r Exèrcit Polonès de l'Exèrcit Roig com de l'organització de resistència Armia Ludowa.
Tot i que el decret del Comitè Polonès d'Alliberament Nacional es va basar lliurement en l'acta del Sejm polonès de 1933, el dret exclusiu d'atorgar la condecoració als soldats es va concedir al Consell Nacional. El 1947 el dret va passar al president de Polònia, després al Consell d'Estat polonès després que aquest òrgan substituís la presidència. Entre 1943 i 1989, les autoritats comunistes de la República Popular de Polònia van atorgar la medalla a 5.167 persones i organitzacions. Algunes de les creus van ser lliurades als oficials i líders de l'Exèrcit Roig i d'altres exèrcits aliats amb la Unió Soviètica durant i després de la Segona Guerra Mundial.
Entre els destinataris de la Creu d'Or (Classee IV) hi havia el destructor ORP Błyskawica, probablement l'únic vaixell de guerra del món que va rebre la medalla nacional de més alt rang. Els destinataris de la classe V de la Virtuti Militari incloïen unitats militars, incloses dues divisions d'infanteria, sis regiments d'infanteria, tres regiments d'artilleria, quatre regiments de tancs, tres regiments de la força aèria, així com unitats més petites.

## República de Polònia (després de 1989)
Després que Polònia enderroqués el domini comunista el 1989, es van posar en dubte una sèrie de premis Virtuti Militari concedits per les autoritats comunistes. El 10 de juliol de 1990, el president Wojciech Jaruzelski va revocar la Gran Creu donada a Leonid Bréjnev el 21 de juliol de 1974. El 16 d'octubre de 1992, el Sejm polonès va aprovar una nova Llei Virtuti Militari, que es basa en l'acte de 1933. Va restaurar el capítol de Virtuti Militari abolida per les autoritats comunistes, alhora que confirma totes les condecoracions concedides tant pel govern polonès a l'exili com per les autoritats a Polònia recolzades pels soviètics.
El 1995, el president Lech Wałęsa va revocar l'Orde donada a Ivan Serov, que va ser acusat de ser responsable de la mort de milers de polonesos. El 2006, el president Lech Kaczyński va revocar la Creu de l'Orde donada a Wincenty Romanowski, que torturava els combatents anticomunistes.
Des de 1989 no hi ha hagut nous premis de la Virtuti Militari, i una nova llei del parlament va introduir una norma que fixava el termini definitiu per a la concessió de premis en "no més tard de cinc anys després del cessament de les hostilitats."
En temps de guerra, el president de la República de Polònia podria atorgar l'OWVM per heroisme en la batalla.

## Disseny
| Insígnia de l'orde (IV classe) |  | Insígnia de l'orde (IV classe) |
| Insígnia de l'orde (IV classe) |  | Estrella de l'orde             |

- La Insígnia: és una creu de Leopold d'esmalt negre i perles a les puntes. Als braços de la creu apareix el lema de l'orde (VIR (esquerra) - TUTI (dreta) – MILI (superior) – TARI (inferior). Al centre hi ha un medalló daurat amb una àliga coronada amb emblemes reials, envoltada per una corona de llorer. Al revers de medalló apareix la inscripció "HONOR / I / OJCZIZNA" (Honor i Pàtria)
- L'Estrella: És una estrella de 8 puntes amb raigs en plata, amb la creu negra sense les perles finals. Al medalló, entre la figura de l'àliga i la corona de llorer hi ha un anell en esmalt negre amb el lema "HONOR / I / OJCZIZNA" a la part superior

La classe Creu d'Or és totalment daurada, i la classe Creu de Plata és en plata (en ambdues llevat l'esmalt). Les dues classes superiors llueixen una corona real daurada sobre la creu, i les creus d'or i plata són una mica més petites que la de cavaller.
Penja d'un galó blau, amb una franja negra als costats, amb una roseta segons el grau. El galó de Gran Creu fa 110mm; el de Comandant, 49mm; la resta, 35mm.